# Бензилпиперазин

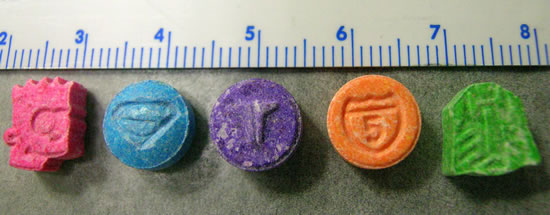
Таблетки, продаваемые как «Экстази», на самом деле содержащие BZP и TFMPP

Бензилпиперазин (1-бензилпиперазин, N-бензилпиперазин, BZP) — химическое соединение, производное пиперазина. Обладает психостимулирующим действием, аналогичным действию амфетамина, но слабее выраженным. Нередко является компонентом таблеток, продающихся под видом «Экстази».

## Механизм действия
Как и амфетамин, бензилпиперазин действует на дофаминовые транспортёры, вызывая выброс дофамина из цитоплазмы в синаптическую щель. В больших дозах бензилпиперазин также приводит к выбросу серотонина, однако этот эффект выражен слабо.

## Правовой статус
В России входит в Список II перечня наркотических средств, психотропных веществ и их прекурсоров, подлежащих контролю.